# Храпаки (Смоленская область)
Храпаки — деревня в Руднянском районе Смоленской области России. Входит в состав Переволочского сельского поселения. Население — 2 жителя (2007 год).
Расположена в западной части области в 18 км к северу от Рудни, в 6 км северо-западнее автодороги Р130 Демидов — Рудня, на берегу реки Рутавечь. В 20 км южнее деревни расположена железнодорожная станция Рудня на линии Смоленск — Витебск.

## История
В годы Великой Отечественной войны деревня была оккупирована гитлеровскими войсками в июле 1941 года, освобождена в октябре 1943 года.